# Toni Braxton/Diskografie
Diese Diskografie ist eine Übersicht über die musikalischen Werke der US-amerikanischen Soul- und R&B-Sängerin Toni Braxton. Den Quellenangaben und Schallplattenauszeichnungen zufolge hat sie bisher mehr als 31,9 Millionen Tonträger verkauft, davon alleine in ihrer Heimat über 24 Millionen. Ihre erfolgreichste Veröffentlichung ist das Album Secrets mit über zwölf Millionen verkauften Einheiten.

## Alben

### Studioalben
| Jahr | Titel             | Höchstplatzierung, Gesamtwochen, AuszeichnungChartplatzierungen (Jahr, Titel, Platzierungen, Wochen, Auszeichnungen, Anmerkungen) | Höchstplatzierung, Gesamtwochen, AuszeichnungChartplatzierungen (Jahr, Titel, Platzierungen, Wochen, Auszeichnungen, Anmerkungen) | Höchstplatzierung, Gesamtwochen, AuszeichnungChartplatzierungen (Jahr, Titel, Platzierungen, Wochen, Auszeichnungen, Anmerkungen) | Höchstplatzierung, Gesamtwochen, AuszeichnungChartplatzierungen (Jahr, Titel, Platzierungen, Wochen, Auszeichnungen, Anmerkungen) | Höchstplatzierung, Gesamtwochen, AuszeichnungChartplatzierungen (Jahr, Titel, Platzierungen, Wochen, Auszeichnungen, Anmerkungen) | Höchstplatzierung, Gesamtwochen, AuszeichnungChartplatzierungen (Jahr, Titel, Platzierungen, Wochen, Auszeichnungen, Anmerkungen) | Anmerkungen                                                                 |
| Jahr | Titel             | DE | AT | CH | UK | US | R&B | Anmerkungen                                                                 |
| ---- | ----------------- | --- | --- | --- | --- | --- | --- | --------------------------------------------------------------------------- |
| 1993 | Toni Braxton      | DE7 (43 Wo.)DE | — | — | UK4 Gold · (37 Wo.)UK | US1 ×8Achtfachplatin · (96 Wo.)US                                                                                                 | R&B1 (105 Wo.)R&B | Erstveröffentlichung: 13. Juli 1993 Verkäufe: + 8.500.000                   |
| 1996 | Secrets           | DE2 Platin · (69 Wo.)DE | AT2 Platin · (23 Wo.)AT | CH1 ×2Doppelplatin · (59 Wo.)CH                                                                                                   | UK10 ×2Doppelplatin · (83 Wo.)UK                                                                                                  | US2 ×8Achtfachplatin · (92 Wo.)US                                                                                                 | R&B1 (92 Wo.)R&B | Erstveröffentlichung: 18. Juni 1996 Verkäufe: + 12.047.500                  |
| 2000 | The Heat          | DE3 Gold · (27 Wo.)DE | AT7 (9 Wo.)AT | CH2 Gold · (36 Wo.)CH | UK3 Gold · (23 Wo.)UK | US2 ×2Doppelplatin · (47 Wo.)US                                                                                                   | R&B1 (50 Wo.)R&B | Erstveröffentlichung: 25. April 2000 Verkäufe: + 2.750.000                  |
| 2001 | Snowflakes        | DE92 (1 Wo.)DE | — | — | — | US119 Gold · (8 Wo.)US | R&B57 (7 Wo.)R&B | Erstveröffentlichung: 23. Oktober 2001 Weihnachtsalbum; Verkäufe: + 500.000 |
| 2002 | More Than a Woman | DE37 (6 Wo.)DE | — | CH23 (11 Wo.)CH | — | US13 Gold · (14 Wo.)US | R&B5 (20 Wo.)R&B | Erstveröffentlichung: 19. November 2002 Verkäufe: + 500.000                 |
| 2005 | Libra             | DE60 (2 Wo.)DE | — | CH25 (6 Wo.)CH | — | US4 Gold · (15 Wo.)US | R&B2 (30 Wo.)R&B | Erstveröffentlichung: 27. September 2005 Verkäufe: + 500.000                |
| 2010 | Pulse             | DE18 (4 Wo.)DE | AT32 (3 Wo.)AT | CH9 (8 Wo.)CH | UK28 (2 Wo.)UK | US9 (9 Wo.)US | R&B1 (23 Wo.)R&B | Erstveröffentlichung: 4. Mai 2010                                           |
| 2018 | Sex & Cigarettes  | — | — | — | UK33 (1 Wo.)UK | US22 (2 Wo.)US | R&B14 (1 Wo.)R&B | Erstveröffentlichung: 23. März 2018                                         |
| 2020 | Spell My Name     | — | — | — | — | US163 (1 Wo.)US | — | Erstveröffentlichung: 28. August 2020                                       |

### Gemeinschaftsalben
| Jahr | Titel                    | Höchstplatzierung, Gesamtwochen, AuszeichnungChartplatzierungen (Jahr, Titel, Platzierungen, Wochen, Auszeichnungen, Anmerkungen) | Höchstplatzierung, Gesamtwochen, AuszeichnungChartplatzierungen (Jahr, Titel, Platzierungen, Wochen, Auszeichnungen, Anmerkungen) | Höchstplatzierung, Gesamtwochen, AuszeichnungChartplatzierungen (Jahr, Titel, Platzierungen, Wochen, Auszeichnungen, Anmerkungen) | Höchstplatzierung, Gesamtwochen, AuszeichnungChartplatzierungen (Jahr, Titel, Platzierungen, Wochen, Auszeichnungen, Anmerkungen) | Höchstplatzierung, Gesamtwochen, AuszeichnungChartplatzierungen (Jahr, Titel, Platzierungen, Wochen, Auszeichnungen, Anmerkungen) | Höchstplatzierung, Gesamtwochen, AuszeichnungChartplatzierungen (Jahr, Titel, Platzierungen, Wochen, Auszeichnungen, Anmerkungen) | Anmerkungen                                        |
| Jahr | Titel                    | DE | AT | CH | UK | US | R&B | Anmerkungen                                        |
| ---- | ------------------------ | --- | --- | --- | --- | --- | --- | -------------------------------------------------- |
| 2014 | Love, Marriage & Divorce | — | — | — | UK75 (2 Wo.)UK | US4 (17 Wo.)US | R&B1 (37 Wo.)R&B | Erstveröffentlichung: 3. Februar 2014 mit Babyface |

### Kompilationen
| Jahr | Titel                                   | Höchstplatzierung, Gesamtwochen, AuszeichnungChartplatzierungen (Jahr, Titel, Platzierungen, Wochen, Auszeichnungen, Anmerkungen) | Höchstplatzierung, Gesamtwochen, AuszeichnungChartplatzierungen (Jahr, Titel, Platzierungen, Wochen, Auszeichnungen, Anmerkungen) | Höchstplatzierung, Gesamtwochen, AuszeichnungChartplatzierungen (Jahr, Titel, Platzierungen, Wochen, Auszeichnungen, Anmerkungen) | Höchstplatzierung, Gesamtwochen, AuszeichnungChartplatzierungen (Jahr, Titel, Platzierungen, Wochen, Auszeichnungen, Anmerkungen) | Höchstplatzierung, Gesamtwochen, AuszeichnungChartplatzierungen (Jahr, Titel, Platzierungen, Wochen, Auszeichnungen, Anmerkungen) | Höchstplatzierung, Gesamtwochen, AuszeichnungChartplatzierungen (Jahr, Titel, Platzierungen, Wochen, Auszeichnungen, Anmerkungen) | Anmerkungen                                                |
| Jahr | Titel                                   | DE | AT | CH | UK | US | R&B | Anmerkungen                                                |
| ---- | --------------------------------------- | --- | --- | --- | --- | --- | --- | ---------------------------------------------------------- |
| 2003 | Ultimate Toni Braxton                   | — | — | CH86 (1 Wo.)CH | UK23 Gold · (4 Wo.)UK | US119 (2 Wo.)US | R&B43 (6 Wo.)R&B | Erstveröffentlichung: 4. November 2003 Verkäufe: + 100.000 |
| 2004 | Platinum & Gold Collection              | — | — | — | — | — | R&B78 (5 Wo.)R&B | Erstveröffentlichung: 12. Oktober 2004                     |
| 2005 | Breathe Again: Toni Braxton at Her Best | — | — | — | — | — | R&B96 (2 Wo.)R&B | Erstveröffentlichung: 26. April 2005                       |
| 2007 | The Essential Toni Braxton              | — | — | — | — | — | R&B48 (2 Wo.)R&B | Erstveröffentlichung: 20. Februar 2007                     |

Weitere Kompilationen
- 2004: Artist Collection: Toni Braxton
- 2005: Un-Break My Heart: The Remix Collection
- 2007: The Best So Far
- 2008: Playlist: The Very Best of Toni Braxton
- 2009: Breathe Again: The Best of Toni Braxton
- 2010: Essential Mixes

### EPs
- 2007: Discover
- 2010: Discover More
- 2010: Discover Further
- 2010: Discover Beyond
- 2011: Soul Pack

## Singles

### Als Leadmusikerin
| Jahr | Titel Album                                                    | Höchstplatzierung, Gesamtwochen, AuszeichnungChartplatzierungen (Jahr, Titel, Album, Platzierungen, Wochen, Auszeichnungen, Anmerkungen) | Höchstplatzierung, Gesamtwochen, AuszeichnungChartplatzierungen (Jahr, Titel, Album, Platzierungen, Wochen, Auszeichnungen, Anmerkungen) | Höchstplatzierung, Gesamtwochen, AuszeichnungChartplatzierungen (Jahr, Titel, Album, Platzierungen, Wochen, Auszeichnungen, Anmerkungen) | Höchstplatzierung, Gesamtwochen, AuszeichnungChartplatzierungen (Jahr, Titel, Album, Platzierungen, Wochen, Auszeichnungen, Anmerkungen) | Höchstplatzierung, Gesamtwochen, AuszeichnungChartplatzierungen (Jahr, Titel, Album, Platzierungen, Wochen, Auszeichnungen, Anmerkungen) | Höchstplatzierung, Gesamtwochen, AuszeichnungChartplatzierungen (Jahr, Titel, Album, Platzierungen, Wochen, Auszeichnungen, Anmerkungen) | Anmerkungen                                                 |
| Jahr | Titel Album                                                    | DE | AT | CH | UK | US | R&B | Anmerkungen                                                 |
| ---- | -------------------------------------------------------------- | --- | --- | --- | --- | --- | --- | ----------------------------------------------------------- |
| 1992 | Love Shoulda Brought You Home Toni Braxton / Boomerang (O.S.T) | — | — | — | UK33 (4 Wo.)UK | US33 (20 Wo.)US | R&B4 (27 Wo.)R&B | Erstveröffentlichung: 1. Dezember 1992                      |
| 1993 | Another Sad Love Song Toni Braxton                             | DE60 (10 Wo.)DE | — | — | UK15 (12 Wo.)UK | US7 Gold · (26 Wo.)US | R&B2 (32 Wo.)R&B | Erstveröffentlichung: 29. Juni 1993 Verkäufe: + 500.000     |
| 1993 | Breathe Again Toni Braxton                                     | DE52 (11 Wo.)DE | — | — | UK2 Silber · (12 Wo.)UK | US3 Gold · (35 Wo.)US | R&B4 (24 Wo.)R&B | Erstveröffentlichung: 9. November 1993 Verkäufe: + 780.000  |
| 1994 | You Mean the World to Me Toni Braxton                          | DE69 (7 Wo.)DE | — | — | UK30 (5 Wo.)UK | US7 Gold · (31 Wo.)US | R&B3 (26 Wo.)R&B | Erstveröffentlichung: 3. Mai 1994 Verkäufe: + 500.000       |
| 1994 | I Belong to You / How Many Ways Toni Braxton                   | — | — | — | — | US28 (21 Wo.)US | R&B6 (31 Wo.)R&B | Erstveröffentlichung: 15. November 1994                     |
| 1996 | You’re Makin’ Me High / Let It Flow Secrets                    | DE47 (17 Wo.)DE | — | — | UK7 (11 Wo.)UK | US1 Platin · (41 Wo.)US | R&B1 (42 Wo.)R&B | Erstveröffentlichung: 21. Mai 1996 Verkäufe: + 1.280.000    |
| 1996 | Un-Break My Heart Secrets                                      | DE2 Platin · (31 Wo.)DE | AT1 Gold · (20 Wo.)AT | CH1 Gold · (30 Wo.)CH | UK2 ×2Doppelplatin · (19 Wo.)UK | US1 Platin · (42 Wo.)US | R&B2 (28 Wo.)R&B | Erstveröffentlichung: 7. Oktober 1996 Verkäufe: + 3.030.000 |
| 1997 | I Don’t Want To / I Love Me Some Him Secrets                   | DE37 (15 Wo.)DE | AT11 (12 Wo.)AT | — | UK9 (8 Wo.)UK | US19 Gold · (20 Wo.)US | R&B9 (26 Wo.)R&B | Erstveröffentlichung: 11. März 1997 Verkäufe: + 525.000     |
| 1997 | How Could an Angel Break My Heart Secrets                      | — | — | — | UK22 (4 Wo.)UK | — | — | Erstveröffentlichung: 4. November 1997 feat. Kenny G        |
| 2000 | He Wasn’t Man Enough The Heat                                  | DE20 (16 Wo.)DE | — | CH7 (26 Wo.)CH | UK5 Gold · (14 Wo.)UK | US2 Gold · (37 Wo.)US | R&B1 (27 Wo.)R&B | Erstveröffentlichung: 7. März 2000 Verkäufe: + 1.070.000    |
| 2000 | Just Be a Man About It The Heat                                | — | — | — | — | US32 (20 Wo.)US | R&B6 (37 Wo.)R&B | Erstveröffentlichung: Juli 2000                             |
| 2000 | Spanish Guitar The Heat                                        | DE45 (9 Wo.)DE | AT28 (8 Wo.)AT | CH36 (11 Wo.)CH | — | US98 (3 Wo.)US | R&B75 (9 Wo.)R&B | Erstveröffentlichung: 19. September 2000                    |
| 2001 | Maybe The Heat                                                 | — | — | — | — | — | R&B74 (7 Wo.)R&B | Erstveröffentlichung: 2001                                  |
| 2002 | Hit the Freeway More Than a Woman                              | DE56 (11 Wo.)DE | — | CH38 (11 Wo.)CH | UK29 (3 Wo.)UK | US86 (14 Wo.)US | R&B32 (20 Wo.)R&B | Erstveröffentlichung: 15. Oktober 2002 feat. Loon           |
| 2005 | Please Libra                                                   | — | — | — | — | — | R&B36 (22 Wo.)R&B | Erstveröffentlichung: 30. Mai 2005                          |
| 2005 | Trippin’ (That’s the Way Love Works) Libra                     | — | — | — | — | — | R&B67 (13 Wo.)R&B | Erstveröffentlichung: 26. September 2005                    |
| 2006 | The Time of Our Lives Libra                                    | DE17 (9 Wo.)DE | AT24 (7 Wo.)AT | CH8 (16 Wo.)CH | — | — | — | Erstveröffentlichung: 9. Juni 2006 mit Il Divo              |
| 2009 | Yesterday Pulse                                                | DE20 (5 Wo.)DE | AT49 (2 Wo.)AT | CH17 (11 Wo.)CH | UK50 (2 Wo.)UK | — | R&B12 (21 Wo.)R&B | Erstveröffentlichung: 20. September 2009 feat. Trey Songz   |
| 2010 | Hands Tied Pulse                                               | — | — | — | — | — | R&B29 (20 Wo.)R&B | Erstveröffentlichung: 23. Februar 2010                      |
| 2013 | Hurt You Pulse                                                 | — | — | — | — | — | R&B33 (8 Wo.)R&B | Erstveröffentlichung: 17. August 2013 mit Babyface          |

Weitere Singles
- 1993: Seven Whole Days
- 2001: Snowflakes of Love
- 2001: Christmas in Jamaica (feat. Shaggy)
- 2005: Take This Ring
- 2006: Suddenly
- 2006: The Time of Our Lives (mit Il Divo)
- 2010: Make My Heart
- 2012: I Heart You
- 2013: Where Did We Go Wrong (mit Babyface)
- 2017: Deadwood
- 2018: Long as I Live
- 2018: FOH
- 2020: Do It

### Als Gastmusikerin
| Jahr | Titel Album                       | Höchstplatzierung, Gesamtwochen, AuszeichnungChartplatzierungen (Jahr, Titel, Album, Platzierungen, Wochen, Auszeichnungen, Anmerkungen) | Höchstplatzierung, Gesamtwochen, AuszeichnungChartplatzierungen (Jahr, Titel, Album, Platzierungen, Wochen, Auszeichnungen, Anmerkungen) | Höchstplatzierung, Gesamtwochen, AuszeichnungChartplatzierungen (Jahr, Titel, Album, Platzierungen, Wochen, Auszeichnungen, Anmerkungen) | Höchstplatzierung, Gesamtwochen, AuszeichnungChartplatzierungen (Jahr, Titel, Album, Platzierungen, Wochen, Auszeichnungen, Anmerkungen) | Höchstplatzierung, Gesamtwochen, AuszeichnungChartplatzierungen (Jahr, Titel, Album, Platzierungen, Wochen, Auszeichnungen, Anmerkungen) | Höchstplatzierung, Gesamtwochen, AuszeichnungChartplatzierungen (Jahr, Titel, Album, Platzierungen, Wochen, Auszeichnungen, Anmerkungen) | Anmerkungen                                                           |
| Jahr | Titel Album                       | DE | AT | CH | UK | US | R&B | Anmerkungen                                                           |
| ---- | --------------------------------- | --- | --- | --- | --- | --- | --- | --------------------------------------------------------------------- |
| 1992 | Give U My Heart Boomerang (O.S.T) | — | — | — | — | US29 (16 Wo.)US | R&B2 (17 Wo.)R&B | Erstveröffentlichung: 7. Juli 1992 Babyface feat. Toni Braxton        |
| 2010 | We Are the World (25 for Haiti) – | — | — | — | UK50 (1 Wo.)UK | US2 (5 Wo.)US | — | Erstveröffentlichung: 12. Februar 2010 als Teil von Artists for Haiti |

Weitere Gastbeiträge
- 2003: Baby You Can Do It (Birdman feat. Toni Braxton)

## Videoalben
| Jahr | Titel                                     | Anmerkungen                             |
| ---- | ----------------------------------------- | --------------------------------------- |
| 1994 | The Hit Video Collection                  | Erstveröffentlichung: 24. Mai 1994      |
| 2000 | He Wasn’t Man Enough                      | Erstveröffentlichung: 21. November 2000 |
| 2000 | Just Be a Man About It                    | Erstveröffentlichung: 21. November 2000 |
| 2001 | From Toni with Love… The Video Collection | Erstveröffentlichung: 20. November 2001 |

## Boxsets
| Jahr | Titel                     | Anmerkungen                                                                                   |
| ---- | ------------------------- | --------------------------------------------------------------------------------------------- |
| 2006 | The Collection            | Erstveröffentlichung: 13. Juni 2006 enthält die Alben Secrets, The Heat und More Than a Woman |
| 2011 | Secrets/More Than a Woman | Erstveröffentlichung: 4. Oktober 2011                                                         |

## Statistik

### Chartauswertung
|                     | DE    | AT    | CH    | UK    | US     | R&B      |
| ------------------- | ----- | ----- | ----- | ----- | ------ | -------- |
| Nummer-eins-Alben   | DE—DE | AT—AT | CH1CH | UK—UK | US1US  | R&B5R&B  |
| Top-10-Alben        | DE3DE | AT2AT | CH3CH | UK3UK | US6US  | R&B7R&B  |
| Alben in den Charts | DE7DE | AT3AT | CH6CH | UK7UK | US11US | R&B13R&B |

|                       | DE     | AT    | CH    | UK     | US     | R&B      |
| --------------------- | ------ | ----- | ----- | ------ | ------ | -------- |
| Nummer-eins-Singles   | DE—DE  | AT1AT | CH1CH | UK—UK  | US2US  | R&B2R&B  |
| Top-10-Singles        | DE1DE  | AT1AT | CH3CH | UK5UK  | US6US  | R&B11R&B |
| Singles in den Charts | DE10DE | AT5AT | CH6CH | UK11UK | US13US | R&B19R&B |

### Auszeichnungen für Musikverkäufe
| Land/RegionAuszeichnungen für Musikverkäufe (Land/Region, Auszeichnungen, Verkäufe, Quellen) | Silber     | Gold       | Platin       | Verkäufe    | Quellen                                                     |
| -------------------------------------------------------------------------------------------- | ---------- | ---------- | ------------ | ----------- | ----------------------------------------------------------- |
| Australien (ARIA)                                                                            | —          | 3× Gold3   | 5× Platin5   | 455.000     | aria.com.au                                                 |
| Belgien (BRMA)                                                                               | —          | 3× Gold3   | 2× Platin2   | 175.000     | ultratop.be                                                 |
| Brasilien (PMB)                                                                              | —          | 3× Gold3   | Platin1      | 230.000     | pro-musicabr.org.br                                         |
| Deutschland (BVMI)                                                                           | —          | Gold1      | 2× Platin2   | 1.250.000   | musikindustrie.de                                           |
| Europa (IFPI)                                                                                | —          | —          | 3× Platin3   | (3.000.000) | ifpi.org (Memento vom 15. Oktober 2013 im Internet Archive) |
| Finnland (IFPI)                                                                              | —          | Gold1      | —            | 35.227      | ifpi.fi                                                     |
| Frankreich (SNEP)                                                                            | —          | 2× Gold2   | —            | 350.000     | infodisc.fr snepmusique.com                                 |
| Japan (RIAJ)                                                                                 | —          | 2× Gold2   | Platin1      | 400.000     | riaj.or.jp                                                  |
| Kanada (MC)                                                                                  | —          | —          | 9× Platin9   | 900.000     | musiccanada.com                                             |
| Neuseeland (RMNZ)                                                                            | —          | 2× Gold2   | 4× Platin4   | 65.000      | aotearoamusiccharts.co.nz                                   |
| Niederlande (NVPI)                                                                           | —          | 2× Gold2   | 3× Platin3   | 365.000     | nvpi.nl                                                     |
| Norwegen (IFPI)                                                                              | —          | —          | 3× Platin3   | 90.000      | ifpi.no                                                     |
| Österreich (IFPI)                                                                            | —          | Gold1      | Platin1      | 75.000      | ifpi.at                                                     |
| Polen (ZPAV)                                                                                 | —          | —          | Platin1      | 100.000     | olis.pl                                                     |
| Schweden (IFPI)                                                                              | —          | —          | 2× Platin2   | 110.000     | Einzelnachweise                                             |
| Schweiz (IFPI)                                                                               | —          | 2× Gold2   | 2× Platin2   | 150.000     | hitparade.ch                                                |
| Spanien (Promusicae)                                                                         | —          | Gold1      | —            | 50.000      | elportaldemusica.es                                         |
| Vereinigte Staaten (RIAA)                                                                    | —          | 9× Gold9   | 20× Platin20 | 24.150.000  | riaa.com                                                    |
| Vereinigtes Königreich (BPI)                                                                 | 2× Silber2 | 4× Gold4   | 4× Platin4   | 2.975.000   | bpi.co.uk                                                   |
| Insgesamt                                                                                    | 2× Silber2 | 36× Gold36 | 63× Platin63 |             |                                                             |